# James Brady
James Scott Brady (1940. augusztus 29. – 2014. augusztus 4.) amerikai politikus, a Fehér Ház szóvivője 1981 és 1989 között. Brady egyike volt annak a négy sérültnek, akiket John Hinckley megsebesített 1981. március 30-án, amikor merényletet kísérelt meg az akkor még csak két hónapja hivatalba lépett Ronald Reagan elnök ellen. Brady fejlövés következtében maradandó sérüléseket szenvedett és élete hátralévő idejére tolószékbe kényszerült. A szóvivői feladatokat a merénylet után már csak névleg látta el, a mindennapi ügyek intézése helyetteseire, Larry Speakes-re és Marlin Fitzwaterre hárult.
Felépülése után Brady a fegyvertartás szigorításának egyik szószólója lett. Bill Clinton elnök a volt szóvivőről nevezte el azt az 1993-ban elfogadott törvényt, amely ötnapos várakozási időhöz és háttérellenőrzéshez kötötte az engedéllyel rendelkező kereskedőknél történő fegyvervásárlást. Brady 2014-ben halt meg, néhány héttel 74. születésnapja előtt.